# District historique d'Andy Chambers Ranch
 (janvier 2021).
 (janvier 2021).
Si vous disposez d'ouvrages ou d'articles de référence ou si vous connaissez des sites web de qualité traitant du thème abordé ici, merci de compléter l'article en donnant les références utiles à sa vérifiabilité et en les liant à la section « Notes et références ».
Pour les articles homonymes, voir Chambers.
Le district historique d'Andy Chambers Ranch – en anglais Andy Chambers Ranch Historic District – est un district historique du comté de Teton, dans le Wyoming, aux États-Unis. Protégé au sein du parc national de Grand Teton, il est inscrit au Registre national des lieux historiques depuis le 23 avril 1990.